# Comté de Deer Lodge
Pour les articles homonymes, voir Deer.
Le comté de Deer Lodge est un des 56 comtés de l’État du Montana, aux États-Unis. En 2010, la population était de 9 298 habitants. Son siège est Anaconda. Le comté a été créé en 1864.

## Histoire
Deer Lodge était l’un des 9 comtés originaux du Montana, tel qu’il a été constitué lors de la création du territoire du Montana en 1864. Le comté d’origine comprenait ce qui est aujourd’hui le comté de Silver Bow (séparé en 1881), le comté de Deer Lodge, le comté de Granite (séparé en 1893) et le comté de Powell (séparé en 1901). En 1976, les électeurs ont choisi une forme de gouvernement consolidée entre la ville et le comté lors des élections générales, et la charte est entrée en vigueur le 1er janvier 1977. 

## Géolocalisation
| Comté de Granite | Comté de Powell     |                     |
| Comté de Ravalli | Comté de Deer Lodge | Comté de Jefferson  |
|                  | Comté de Beaverhead | Comté de Silver Bow |

## Principales villes
- Anaconda